# Pachodynerus jamaicensis
Pachodynerus jamaicensis är en stekelart som beskrevs av Joseph Charles Bequaert och Henry Salt 1931.
Pachodynerus jamaicensis ingår i släktet Pachodynerus och familjen Eumenidae. Inga underarter finns listade i Catalogue of Life.